# Valter Dešpalj
Valter Dešpalj (ur. 5 listopada 1947 w Zadarze, zm. 9 kwietnia 2023) – jugosłowiański i chorwacki wiolonczelista i nauczyciel, wykładowca Akademii Muzycznej w Zagrzebiu.

## Życiorys
Kształcił się w Juilliard School w Nowym Jorku, następnie w Konserwatorium Moskiewskim. Od 1972 roku nauczał gry na wiolonczeli w Akademii Muzycznej w Zagrzebiu.
W 1996 roku założył w Zagrzebiu własną szkołę muzyczną.
Koncertował w wielu europejskich państwach (w tym w Wielkiej Brytanii, Holandii i ZSRR), a także w Stanach Zjednoczonych, Kanadzie, Australii, Chinach, Indiach i Iranie.

## Nagrody
- nagroda Porin (2014)[4]
- nagroda Vladimira Nazora (2019)[2]

## Życie prywatne
Syn Šime, miał siostrę Maję i brata Pavle. Pochodził z rodziny arboreskiej.